# Przewlekłe eozynofilowe zapalenie płuc
Przewlekłe eozynofilowe zapalenie płuc – choroba płuc, przebiegająca z gromadzeniem się eozynofilów w pęcherzykach płucnych oraz tkance śródmiąższowej płuc. Towarzyszy temu zwykle również eozynofilia krwi obwodowej.
Schorzenie to najczęściej dotyka kobiety w wieku średnim. Znaczna część choruje na astmę, u pozostałych objawy astmy pojawiają się w toku choroby.
Przewlekłe zapalenie płuc powoduje podwyższenie temperatury ciała, nocne poty, kaszel oraz utratę masy ciała.
W badaniu RTG obserwuje się zagęszczenia pęcherzykowe, znajdujące się w obwodowych częściach płuc. Występuje także eozynofilia krwi oraz płynu pobranego z BAL. Biopsja chirurgiczna płuca w celach diagnostycznych należy do rzadkości. 
Rozpoznanie stawia się na podstawie eozynofilii oraz objawów klinicznych. Różnicuje się z gruźlicą płuc oraz z innymi zespołami z eozynofilią. 
Leczenie polega na podawaniu prednizonu w dawce 0,5 mg/kg/d przez pierwsze 2 tygodnie, następnie dawka 0,25 mg. Stan kliniczny ulega poprawie zazwyczaj po 24 godzinach. Farmakoterapia powinna trwać jednak około 6 miesięcy, w niektórych przypadkach znacznie dłużej. Często występują nawroty po odstawieniu leku.